# Oncideres cumdisci
Oncideres cumdisci là một loài bọ cánh cứng trong họ Cerambycidae.